# Rasmus Baumann
Rasmus Baumann (* 1973 in Gelsenkirchen) ist ein deutscher Dirigent und Hochschullehrer.

## Leben
Baumann wuchs in Gladbeck auf und erhielt mit 16 Jahren eine erste Anstellung als Organist an der dortigen Markuskirche. 1993 begann er ein Klavierstudium an der Folkwangschule Essen bei Till Engel. Gleichzeitig wurde er 1994 bis 1996 in Bochum zum Kirchenmusiker ausgebildet. Es folgten Studien bei Michael Roll (Klavier) sowie bei Jiří Stárek und Wojciech Rajski (Dirigieren).
1998 erhielt er eine Stelle als Solorepetitor mit Dirigierverpflichtung am Aalto-Theater in Essen, 1999 wurde er außerdem Chordirektor des Philharmonischen Chores Bochum. Nach seiner Anstellung als erster Kapellmeister und stellvertretender Generalmusikdirektor am Staatstheater Kassel bis 2003, wechselte Baumann Mitte 2008 nach Gelsenkirchen an die Neue Philharmonie Westfalen, wo er im Sommer 2014 das Amt des Generalmusikdirektors antrat.
Darüber hinaus erfolgte als Gastdirigent eine Zusammenarbeit mit Orchestern wie zum Beispiel dem London Symphony Orchestra, den Stuttgarter Philharmonikern, den Duisburger Philharmonikern, den Hamburger Symphonikern, den Nürnberger Symphonikern, der Badischen Staatskapelle Karlsruhe, der Staatskapelle Weimar sowie zahlreichen Rundfunksinfonieorchestern wie der NDR Radiophilharmonie, dem Symphonieorchester des Bayerischen Rundfunks und dem WDR-Funkhausorchester. Als Operndirigent gastierte er unter anderem an der Hamburgischen Staatsoper, der Oper Frankfurt, der Oper Köln, der Komischen Oper Berlin, am Staatstheater Cottbus, am Theater Koblenz und am Theater Krefeld und Mönchengladbach.
Seit 2018 lehrt Baumann als Professor für Dirigieren an der Hochschule für Musik Stuttgart.

## Filmografie
Beim Kölner Tatort-Krimi Freddy tanzt (2015), bei dem das gesamte WDR Funkhausorchester Köln mitwirkte, spielte Rasmus Baumann einen Dirigenten bzw. sich selbst.

## Diskographie (Auswahl)
- Gee's Bend. Gitarrenkonzerte des 20./21. Jahrhunderts. Werke von Elmer Bernstein, Malcolm Arnold, Michael Daugherty. Mit Thorsten Drücker, Gitarre; WDR Funkhausorchester Köln (Querstand; 2012)
- Symphonic Jazz with Andy Miles. Werke von Jorge Calandrelli, Daniel Freiberg, Jeff Beal. Mit Andy Miles, Klarinette; WDR-Funkhausorchester Köln, Leitung: Wayne Marshall und Rasmus Baumann (cpo; 2017)
- Astor Piazolla: Tango Nuevo – eine sinfonische Hommage. Mit Lothar Hensel, Bandoneon; Neue Philharmonie Westfalen (HD-Klassik; 2021)